# Д̄
Cette page contient des caractères spéciaux ou non latins. S’ils s’affichent mal (▯, ?, etc.), consultez la page d’aide Unicode.
Д̄ (minuscule : д̄), appelé dé macron, est une lettre additionnelle de l’alphabet cyrillique utilisée dans certaines translittérations ou transcriptions phonétiques. Elle est composée du dé ‹ Д › diacrité d’un macron.

## Utilisations
Le macron est utilisé avec les lettres de consonnes par certains auteurs dans la transcription scientifique cyrillique pour représenter les consonnes géminés, le dé macron ‹ д̄ › représentant une consonne occlusive alvéolaire voisée géminée [dː].
Dans la translittération de la devanagari hindi avec l’alphabet cyrillique, la Direction centrale du hindi (en) utilise le dé macron ‹ д̄ › pour translittérer le ḍa ‹ ड ›,.

## Représentation informatique
Le dé macron peut être représenté avec les caractères Unicode suivants :
- décomposé (cyrillique, diacritiques) :

| formes    | représentations | chaînes de caractères | points de code | descriptions                                      |
| --------- | --------------- | --------------------- | -------------- | ------------------------------------------------- |
| capitale  | Д̄               | Д◌̄                    | U+0414 U+0304  | lettre majuscule cyrillique dé diacritique macron |
| minuscule | д̄               | д◌̄                    | U+0434 U+0304  | lettre minuscule cyrillique dé diacritique macron |